# کیمبرلی دوس سانتوس
کیمبرلی دوس سانتوس (انگلیسی: Kimberley Dos Santos؛ زادهٔ ۲۶ فوریهٔ ۱۹۹۸) بازیکن فوتبال اهل لوکزامبورگ است.
وی همچنین در تیم ملی فوتبال Luxembourg بازی کرده‌است.